# HP Software and Solutions
 (février 2012).
Si vous disposez d'ouvrages ou d'articles de référence ou si vous connaissez des sites web de qualité traitant du thème abordé ici, merci de compléter l'article en donnant les références utiles à sa vérifiabilité et en les liant à la section « Notes et références ».
Hewlett-Packard Software and Solutions, officiellement abrégée en HP Software & Solutions, fait partie de la division Entreprise Business de l'entreprise d'informatique et d'électronique multinationale États-Unis|américaine HP.

Avec les divisions Personal System Group (PSG) et Imaging and Printing Group (IPG), elles constituent à elles trois l'ensemble d'HP.
La société a son siège à Palo Alto dans la Silicon Valley en Californie.

Le chiffre d'affaires annuel d'HP Software & Solutions est de 3,6 milliards USD en 2009 (118 milliards USD pour HP monde en 2008).

## Historique
HP Software and Solutions a réalisé dans son histoire plusieurs acquisitions.
En décembre 2005, elle a acquis Peregrine Systems, présent dans le domaine du Service Management. En novembre 2006, elle a acheté Mercury Interactive, présent dans la planification stratégique (gouvernance, SOA) et du cycle de vie des applications (test, qualité). En décembre 2006, HP Software and Solutions a acquis Knightsbridge Solutions', spécialisée dans la Business Intelligence (BI), entrepôts de données, intégration de données et qualité de l’information. En mai 2007, elle a fait l'acquisition de Bristol Technology, principal fournisseur de technologies de surveillance des transactions métiers. En août 2007, elle a racheté SPI Dynamics, spécialisé dans la sécurité des applications Web. En septembre 2007, elle a acquis Opsware, spécialisé dans l’automatisation de data center. En mai 2008, HP a acquis Tower Software, spécialisé dans la gestion et l’archivage documentaire d’entreprise.

## Principaux actionnaires
Au 22 avril 2020.
| The Vanguard Group            | 8,90% |
| Dodge & Cox                   | 8,30% |
| Capital Research & Management | 5,46% |
| SSgA Funds Management         | 4,93% |
| Icahn Associates Holding      | 4,40% |
| Putnam                        | 3,53% |
| Primecap                      | 3,21% |
| BlackRock Fund Advisors       | 2,65% |
| Relational Investors          | 1,89% |
| Geode Capital Management      | 1,52% |